# RAF Waddington
Royal Air Force Station Waddington is een vliegbasis van de Royal Air Force in Waddington, ongeveer 7 km ten zuiden van Lincoln in Engeland. 

## Geschiedenis
In de Eerste Wereldoorlog bouwde de voorganger van de RAF, het Royal Flying Corps de basis als een opleidingsstation. In 1920 werd die al gesloten.
In het kader van de expansie van de Britse strijdkrachten in de jaren 1930 werd de basis gemoderniseerd en heropend in 1937. Ze kwam onder het bevel van RAF Bomber Command. Vanop Waddington werden in de Tweede Wereldoorlog bombardementsvluchten uitgevoerd op nazi-Duitsland door Handley Page Hampden, Avro Manchester en Avro Lancaster bommenwerpers van de RAF en van de Royal Australian Air Force.
RAF Waddington bleef na de Tweede Wereldoorlog een bommenwerperbasis. Tussen 1953 en 1955 werd de basis gesloten en aangepast om straalvliegtuigen te kunnen ontvangen. In de Koude Oorlog was Waddington de basis van drie squadrons met Avro Vulcan bommenwerpers van de Britse V-Force. De laatste Vulcan-eenheid werd pas in 1984 ontbonden en twee jaar eerder kwamen enkele Vulcans van Waddington nog in actie tijdens de Falklandoorlog.
Nadien was RAF Waddington de basis van verschillende eenheden met verkennings- en bewakingsvliegtuigen. In de tweede helft van de jaren 1980 werd ze gebruikt tijdens het British Aerospace Nimrod AEW.3 AWACS-programma, dat echter na enkele jaren geschrapt werd, waarna de RAF de Boeing E-3 Sentry AEW.1 kocht. Andere eenheden op RAF Waddington vliegen met Boeing RC-135, Raytheon Sentinel en Beechcraft Shadow R1. No. 13 Squadron werd in 2012 op RAF Waddington gestationeerd met onbemande MQ-9 Reapers.